# Golden Lions
I Golden Lions sono una squadra di rugby a 15 sudafricana di Johannesburg, che milita nella Currie Cup.
Espressione della provincia di Gauteng, nacque nel 1889 con il nome di Transvaal; nel 1993 cambiò il proprio nome in Gauteng Lions e dal 1998 ha la denominazione attuale.
La squadra disputa i suoi incontri interni all'Ellis Park di Johannesburg e i suoi giocatori possono essere selezionati nella franchigia dei Lions che disputa il Super Rugby.

## Storia
La storia della Golden Lions Rugby Union (GLRU) risale al 1889, quando l'organismo venne costituito per governare i club di rugby del Gauteng; il primo presidente eletto fu Bill Taylor. L'unione fu nota come Transvaal Rugby Union fino al 1992, quando venne cambiata in Lions; poi,  dopo una breve parentesi come Gauteng Lions nel 1997, nel 1998 assunse la denominazione attuale di Golden Lions.
Nel 2018 vennero formate tre società: Lions Rugby Company, deputata al rugby professionistico; Golden Lions Rugby Union, per la gestione del rugby amatoriale nell'area; EPS (Pty) Ltd, responsabile della gestione degli impianti sportivi.
La squadra, denominata Transvaal, disputò il suo primo incontro il 31 agosto 1899 con Griqualand West a Kimberley; vinse la prima Currie Cup nel 1922, arrivando negli anni a collezionare in totale 11 trofei vinti. Nel 1971 vinsero il titolo ad ex aequo con Northern Transvaal, pareggiando in finale 14-14. Nel 2011, a distanza di 12 anni dall'ultimo successo, i Golden Lions conquistarono il loro decimo titolo sconfiggendo in finale i Natal Sharks per 42-16.

## Palmarès
- Currie Cup: 11 (1 condiviso)
1922, 1939, 1950, 1952, 1971 (condiviso), 1972, 1993, 1994, 1999, 2011, 2015
- Super 10: 1
1993
- Lion Cup: 5
1986, 1987, 1992, 1993, 1994
- Vodacom Cup: 5
1999, 2002, 2003, 2004, 2013